# Menophra sagarraria
Menophra sagarraria là một loài bướm đêm trong họ Geometridae.